# Time Paradox (bài hát của Vaundy)
Time Paradox (タイムパラドックス Taimu Paradokkusu, n.đ. Nghịch lý thời gian) là một bài hát của ca sĩ kiêm nhạc sĩ người Nhật Bản Vaundy. Bài hát được phát trên TV Asahi trong buổi phát sóng của loạt anime truyền hình Doraemon vào ngày 6 tháng 1 năm 2024, trước một ngày bài hát được phát hành trên các nền tảng streaming. Sau đó bài hát này được phát hành dưới dạng đĩa đơn đầu tiên của Vaundy và được SDR/Sony Music Labels phân phối vào ngày 28 tháng 2 năm 2024.

## Bối cảnh và phát hành
Bài hát được sáng tác để làm bài hát chủ đề cho bộ phim Doraemon: Nobita và bản giao hưởng Địa Cầu, một tác phẩm do Toho phân phối.
Vào ngày 3 tháng 12 năm 2023, tại buổi lưu diễn trực tiếp mang tên "Vaundy one man live ARENA tour "replica ZERO"" của Vaundy được tổ chức tại Yokohama Arena, tỉnh Kanagawa, đã có thông báo rằng "Time Paradox" sẽ là bài hát chủ đề cho Doraemon the Movie năm 2024. Đây là lần đầu tiên một nam ca sĩ sinh sau năm 2000 đảm nhận ca khúc chủ đề của một bộ phim Doraemon. Vaundy đã kết hợp các từ "túi" (ポケット Poketto) và "tương lai" (未来 Mirai) vào lời bài hát như một phần nhắc đến Doraemon cùng với một số lượng nốt tối thiểu trong lời bài hát.
Vào ngày 28 tháng 12, có thông báo rằng bài hát sẽ được phát hành vào ngày 7 tháng 1 năm 2024 và bìa đĩa CD được thiết kế riêng cũng được hé lộ. Bài hát cũng được chiếu sớm sau khi chiếu tập phim vào ngày 6 tháng 1 của loạt anime truyền hình Doraemon, một ngày trước khi phát hành.

## Danh sách bài hát

### CD
| STT              | Nhan đề                                             | Phổ lời          | Phổ nhạc                         | Thời lượng |
| ---------------- | --------------------------------------------------- | ---------------- | -------------------------------- | ---------- |
| 1.               | "Time Paradox"                                      | Vaundy           | Vaundy                           | 03:48      |
| 2.               | "Kokoro Arigatou（cover lại bài của Billy BanBan）" | Matsui Gorō      | Sugawara Takashi Sugawara Tomoko | 04:49      |
| Tổng thời lượng: | Tổng thời lượng:                                    | Tổng thời lượng: | Tổng thời lượng:                 | 8:37       |

### Đĩa đơn phân phối giới hạn
| Phát hành vào ngày 7 tháng 1 năm 2024 | Phát hành vào ngày 7 tháng 1 năm 2024 | Phát hành vào ngày 7 tháng 1 năm 2024 | Phát hành vào ngày 7 tháng 1 năm 2024 | Phát hành vào ngày 7 tháng 1 năm 2024 |
| STT                                   | Nhan đề                               | Phổ lời                               | Phổ nhạc                              | Thời lượng                            |
| ------------------------------------- | ------------------------------------- | ------------------------------------- | ------------------------------------- | ------------------------------------- |
| 1.                                    | "Time Paradox"                        | Vaundy                                | Vaundy                                | 03:48                                 |
| Tổng thời lượng:                      | Tổng thời lượng:                      | Tổng thời lượng:                      | Tổng thời lượng:                      | 03:48                                 |